# Need for Speed Mobile
Need for Speed Mobile es un videojuego de carreras de mundo abierto desarrollado por TiMi Studios bajo Tencent Games y publicado por EA. Es distribuido por Garena en Taiwán, Hong Kong y Macao.
Este juego se lanzó en China continental el 11 de julio de 2024, Taiwán, Hong Kong y Macao se lanzó el 31 de octubre de 2024, y la versión internacional global se lanzará en una fecha indeterminada tiempo.